# Ian Sinclair

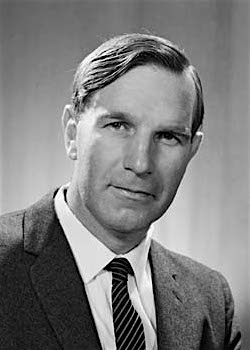
Ian Sinclair

Ian McCahon Sinclair, AC, PC (* 10. Juni 1929 in Sydney, New South Wales) ist ein australischer Politiker der National Party of Australia, der fast 35 Jahre lang Mitglied des Repräsentantenhauses sowie mehrmals Minister war. Er war zudem von 1984 bis 1989 Vorsitzender der National Party of Australia sowie zuletzt 1998 für einige Monate Sprecher des Repräsentantenhauses.

## Leben

### Rechtsanwalt, Farmer und Abgeordneter
Ian McCahon Sinclair, Sohn des Wirtschaftsprüfers George McCahon und dessen Gertrude Hazel Smith, begann nach dem Besuch der Knox Grammar School ein grundständiges Studium an der Universität Sydney, das er 1949 mit einem Bachelor of Arts (B.A.) beendete. Ein darauf folgendes postgraduales Studium der Rechtswissenschaften an der Universität Sydney schloss er 1952 mit einem Bachelor of Laws (LL.B.) ab. Zugleich leistete von 1950 bis 1952 freiwilligen Militärdienst im 22 Squadron Citizen Air Forces. Nach seiner anwaltlichen Zulassung am Obersten Gericht von New South Wales wurde er 1952 Rechtsanwalt (Barrister) in der Anwaltskanzlei Norton Smith & Co. Daneben war er seit 1953 Rinderzüchter in Bendemeer sowie Geschäftsführender Direktor der von ihm gegründeten Sinclair Pastoral Company.
Seine politische Laufbahn begann Sinclair, als er am 23. April 1961 Mitglied des Legislativrates (Legislative Council) von New South Wales wurde. Er gehörte diesem bis zu seinem Rücktritt am 24. Oktober 1963 an. Sein Mandat wurde daraufhin am 19. November 1963 von Alexander Alam von der Australian Labor Party (ALP) übernommen. Daneben war er zwischen 1962 und 1965 auch Direktor der Landwirtschaftsvereinigung Farmers and Graziers’ Co-operative Limited. Nach seinem Ausscheiden aus dem Legislativrat von New South Wales wurde am 30. November 1963 für die Country Party (CP) erstmals zum Mitglied des Repräsentantenhauses gewählt und vertrat in diesem fast 35 Jahre lang bis zu seinem Rücktritt am 31. August 1998 den in New South Wales gelegenen Wahlkreis New England.

### Minister und Stellvertretender Vorsitzender der Country Party
Am 22. Februar 1965 übernahm Ian Sinclair in der Regierung Menzies VIII als Minister für soziale Dienste (Minister for Social Services) erstmals ein Ministeramt und hatte dieses vom 26. Januar bis 14. Dezember 1966 auch in der Regierung Holt I, vom 14. Dezember 1966 bis 19. Dezember 1967 in der Regierung Holt II inne. Er war zwischen dem 16. Oktober und dem 19. Dezember 1967 zudem Vizeminister für Handel und Industrie (Minister assisting the Minister for Trade and Industry).
Im darauf folgenden Kabinett McEwen fungierte er vom 19. Dezember 1967 bis zum 10. Januar 1968 weiterhin als Minister für soziale Dienste sowie als Vizeminister für Handel und Industrie und bekleidete diese beiden Ämter zwischen dem 10. Januar und dem 28. Februar 1968 zudem in der Regierung Gorton I. Danach war er in der Regierung Gorton II vom 28. Februar 1968 bis zum 12. November 1969 sowie in der Regierung Gorton III zwischen dem 12. November 1969 und dem 5. Februar 1971 Minister für Schifffahrt und Verkehr (Minister for Shipping and Transport). Zugleich fungierte er 28. Februar 1968 bis zum 10. März 1971 auch weiterhin Vizeminister für Handel und Industrie sowie zugleich noch vom 5. Februar bis 10. März 1971 auch noch als Minister für die Grundstoffindustrie (Minister for Primary Industry). Das Amt als Minister für die Grundstoffindustrie hatte er zwischen dem 10. März 1971 und dem 5. Dezember 1972 auch in der Regierung McMahon inne.
Als Nachfolger von Doug Anthony, der zum Vorsitzenden der Country Party gewählt worden war, übernahm Sinclair 1971 ferner das Amt als stellvertretender Parteivorsitzender der Country Party, aus der im Mai 1975 die National Country Party (NCP) hervorging. In der am 11. November 1975 gebildeten Regierung Fraser I übernahm er das Amt als Landwirtschaftsminister (Minister for Agriculture) sowie als Minister für Nordaustralien (Minister for Northern Australia). In der darauf folgenden Regierung Fraser II fungierte er zwischen dem 22. Dezember 1975 und dem 20. Dezember 1977 wiederum als Minister für die Grundstoffindustrie und hatte dieses Ministeramt vom 20. Dezember 1977 bis 27. September 1979 erneut in der Regierung Fraser III inne. Er musste sein Ministeramt aufgrund eines Verfahrens wegen Betruges niederlegen. Am 17. Januar 1977 wurde Mitglied des britischen Geheimen Kronrates (Privy Council). Nach einer Kabinettsumbildung fungierte er nach seinem Freispruch in dem gegen ihn erhobenen Betrugsverfahren als Nachfolger von Douglas Scott in der Regierung Fraser III zwischen dem 19. August und dem 3. November 1980 noch als Minister für besondere Handelsvertretungen (Minister for Special Trade Representations). Im Anschluss fungierte er in der Regierung Fraser IV vom 3. November 1980 bis 7. Mai 1982 zunächst Minister für Kommunikation (Minister for Communications) sowie nach einer Kabinettsumbildung zwischen dem 7. Mai 1982 und dem 11. März 1983 noch als Verteidigungsminister (Minister for Defence).

### Vorsitzender der National Party und Sprecher des Repräsentantenhauses
Am 17. Januar 1984 übernahm Ian Sinclair von Doug Anthony die Funktion als Vorsitzender der National Party of Australia (NPA), die im Oktober 1982 aus der National Country Party (NCP) hervorgegangen war. Er bekleidete diese bis zum 12. Mai 1989 und wurde daraufhin von Ralph Hunt abgelöst. Seine Nachfolge als stellvertretender Vorsitzender der NPA trat Bruce Lloyd an. Er wurde am 16. März 1983 wurde er in das Schattenkabinett seiner Partei als Schatten-Verteidigungsminister berufen und übte diese Funktion bis zum 21. April 1987 aus. Danach war er zwischen dem 21. April 1987 und 28. April 1987 und erneut vom 14. August 1987 bis zum 12. Mai 1989 Schatten-Minister für Handel und zusätzlich vom 14. August 1987 bis zum 12. Mai 1989 Schatten-Minister für Ressourcen.
Er war zwischen 1990 und 1998 als Father of the House das dienstälteste Mitglied des Repräsentantenhauses. Später war er zwischen dem 17. Januar und dem 26. Mai 1994 Schatten-Staatsminister für besondere Aufgaben. Zuletzt löste er am 4. März 1998 Bob Halverson als Speaker of the House of Representatives ab und bekleidete dieses Amt bis zum 31. August 1998, ehe Neil Andrew am 10. November 1998 seine Nachfolge als Parlamentspräsident antrat. Sein Nachfolger als Mitglied des Repräsentantenhauses für den Wahlkreis New England wurde 1998 Stuart Roy. 2000 übernahm er zudem einen Lehrauftrag als Adjunct Professor für Sozialwissenschaften an der University of New England an.
Aus seiner ersten am 11. Februar 1956 geschlossenen und 1967 geschiedenen Ehe mit Margaret Anne Tarrant gingen zwei Töchter und ein Sohn hervor. Am 14. Februar 1970 heiratete er auf der Lord-Howe-Insel die Umwelt- und Kinderrechtsaktivistin Rosemary Edna Sinclair, die 1960 den Titel als Miss Australia gewonnen hatte. Aus dieser Ehe ging ein weiterer Sohn hervor. Einer seiner Schwiegersöhne ist der Politiker Peter Edward King, der zwischen 2001 und 2004 ebenfalls Mitglied des Repräsentantenhauses war.